# Ole Mølgaard
 Der er for få eller ingen kildehenvisninger i denne artikel, hvilket er et problem. Du kan hjælpe ved at angive troværdige kilder til de påstande, som fremføres i artiklen.

Ole Kaag Mølgaard (født 13. april 1963 i Aarhus) er selvstændig rådgiver for medie- og kulturlivet.
Ole Mølgaard var en af hovedarkitekterne bag DRs nuværende kanalstruktur med P1, P2, P3, P4, P5, P6 og P8. Da Ole Mølgaard havde forsvaret et bred og folkelig fortolkning af DRs public service opgave, blev han i 2011 afskediget af DRs nye generaldirektør Maria Rørby Rønn, som på daværende tidspunkt ønskede et smallere DR.
Som selvstændig rådgiver har Ole Mølgaard blandt andet vakt offentlighedens interesse, da han var ansvarlig for den ansøgning, der sikrede Radio Loud sejren ved et udbud om at drive en DAB-kanal over en fireårig periode foran den etablerede kanal Radio24syv i 2019. Efterfølgende var han som ekstern konsulent, ungdomsmediets udviklings- og partnerskabschef frem til 2021. Han arbejder i dag som selvstændig konsulent indenfor kultur, medier og ledelse, og har blandt andet spillet en central rolle i konceptioneringen og etableringen af Danmarks nationalleksikon lex.dk, et digitalt opslagsværk, der skal sikre alle adgang til troværdig information på dansk, på nettet.

## Karriere
Ole Mølgaard har arbejdet indenfor medie- og kulturlivet i mere end 30 år Indenfor radio har haft en række forskellige stillinger i både kommerciel radio og i DR. I 2004 var han udviklingschef, i 2007 blev han den første tværgående Musikchef i DR og fra 2009 til 2011 arbejdede han som radiochef for P2, P3 og P4 og DRs digitale kanaler.. Som chef i DR var en en af arkitekterne bag DRs nuværende kanalstruktur på DAB og FM, ligesom han var en af initiativtagerne til Radiodays Danmark og Radio Days Europe.Efter sit ophør på Danmarks Radio arbejder han som selvstændig konsulent og har rådgivet de fleste større medievirksomheder i Skandinavien. Blandt meget andet var han en af arkitekterne bag overgangen til DAB+, der sikrede at det var muligt med et meget stort aftalt radiokanaler på DAB, han stod bag en medielederuddanelse på CBS, og har været en central kraft i radio-prisuddelingsarrangementet Prix Audio og konferencen Audiodays Danmark. Ole Mølgaard har blandt andet siddet i bestyrelserne for Hotel Pro Forma, Ars Nova, Radio 100 FM, Radio Klassisk, Sveriges Radio og fra 2019 Radio 4.
I 2019 stod Ole Mølgaard i spidsen for visionen om at byde på statens udbud af en ny DAB-kanal med fokus på kultur med henblik på at skabe en public service taleradio for den yngste halvdel af befolkningen. Da projektet under navnet Radio Loud vandt udbuddet, varetog Ole Mølgaard, som ekstern konsulent, ansvaret for LOUDs partnerskaber. I den forbindelse forlod han bestyrelsen i Radio 4.
I 2021 stoppede Ole Mølgaard sin tilknytning til Radio Loud Dette skete i forbindelse med et størrelse ledelsesskift på kanalen.
Ole Mølgaard er desuden en af stifterne og tidligere bestyrelsesformand for Finn Nørgaard-foreningen.

## I populærkultur
Ole Mølgaard bliver portrætteret af Nikolaj Kopernikus i Ole Christian Madsens film Krudttønden fra 2020 og medvirker i Nils Giversens dokumentar om terroristen Omar, "Omars vej til Krudttønden"